# Thomas Percival
Thomas Percival (1740 – 1804) è stato un medico inglese, conosciuto soprattutto per aver scritto il primo codice di etica medica.

## Biografia
Egli ha scritto un opuscolo nel 1794, ampliato nel 1803, in cui ha coniato l'espressione "etica medica".

Nacque a Warrington nel Lancashire. Perse entrambi i genitori quando aveva tre anni, cosicché la sorella più vecchia si assunse l'onere della sua prima educazione. 
Un po' più cresciuto, fu mandato ad una accademia privata, sita nella sua città natale. Frequentò anche una grammar school. Nel 1757 si iscrisse come studente alla Warrington Academy. Dopo aver ottenuto una buona reputazione in studi classici e Teologici, nel 1761 si trasferì all'Università di Edimburgo. Divenne un appartenente alla Royal Society nel 1765, attraverso una raccomandazione del suo amico e protettore Willoughby of Parham ed ottenne la sua laurea in Medicina, lo stesso anno.
Persival è anche conosciuto per i suoi primi lavori nella salute e sicurezza sul lavoro. Egli guidò un gruppo di medici per supervedere le officine tessili: il loro resoconto influenzò Sir Robert Peel ad introdurre il Health and Morals of Apprentices Act (legge per la tutela della salute e morale degli apprendisti). La legislazione stipulava che i bambini potessero lavorare solo 12 ore al giorno, le pareti dovessero essere lavate, ed i visitatori dovessero essere ammessi alle fabbriche in modo da poter fare proposte in materia di sanità.
Il Medical Ethics di Percival servì come fonte per il codice della American Medical Association (AMA) del 1847. Sebbene iperbolica nel suo riconoscimento a Percival, dichiara:

Il contributo più significativo alla storia della etica morale occidentale, successiva a Ippocrate, fu sostenuto da Thomas Percival, un medico inglese, filosofo e scrittore. Nel 1803, egli pubblicò il suo Code of Medical Ethics. La sua personalità, i suoi interessi in materie sociologiche, e la sua stretta collaborazione con il Ospedale di Manchester, lo portò alla formazione di uno schema di condotta professionale relativa agli ospedalied altre opere di beneficenza, dalle quali egli disegnò il codice che porta il suo nome.

Come scritto da un esperto: «Il codice di Percival affermava l'autorità morale ed indipendenza dei medici al servizio degli altri, la responsabilità professionale nella cura dei malati, ed enfatizzava l'onore individuale».

## Opere
- (EN) Essays medical and experimental, vol. 1, London, Joseph Johnson, 1772.
- (EN) Essays medical and experimental, vol. 2, London, Joseph Johnson, 1773.